# روسالكا (بلغاريا)

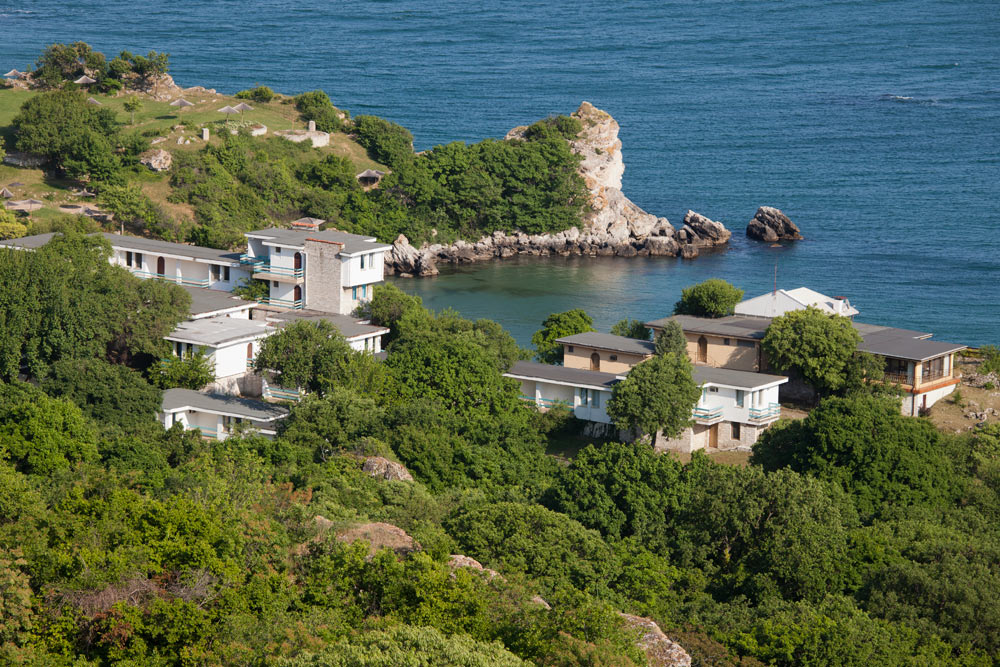
منتجع روسالكا الساحلي

روسالكا ( (بالبلغارية: Русалка)، "حورية البحر"، أيضًا Russalka -Roussalka ) هو منتجع ساحلي على ساحل البحر الأسود من جهة بلغاريا في مقاطعة دوبريتش شمال شرق بلغاريا (وهي المنطقة التاريخية لجنوب دوبروجا). يقع في محمية طبيعية في خليج 90كم شمال شرق فارنا و23 كم من شابلا، ومحاط بغابات البلوط. 
المنتجع بكامله عبارة عن منطقة شاملة تضم 600 منزلاً فاخراً من طابق واحد. تعتبر مكانًا مفضلًا للسائحين الأجانب في الألفينات وبشكل رئيسي من ألمانيا على الرغم من أنه في التسعينات كانت منطقة ذات سيادة فرنسية. 
يتوفر في روسالكا 10 ملاعب تنس بأرضية صلبة و 5 ملاعب طينية، مما يجعله وجهة مناسبة لمحبي التنس، فضلاً عن ملعب كرة قدم صغير وملعب كرة طائرة. الرياضات الأخرى التي يمكن ممارستها هي الرماية وركوب الخيل واليخوت والتجديف بالكاياك والغوص. يحتوي المنتجع أيضًا على حمام سباحة مياه معدنية في الهواء الطلق مع نفثات مائية. تقع العديد من الجزر والصخور قبالة الشاطئ مباشرة.
تشمل معالم حذب السياحة الأخرى في المنطقة المجاورة محميتي Yaylata و Kaliakra الطبيعية والتاريخية.

## وصلات خارجية
- Русалка Холидейз – официален сайт نسخة محفوظة 20 يونيو 2018 على موقع واي باك مشين.
- Русалка – информация и снимки نسخة محفوظة 27 سبتمبر 2018 على موقع واي باك مشين.
- Рускалка на Journey.bg
- Снимки от курорта Русалка и залива Тауклиман